# Љенартовце
Љенартовце (слч. Lenartovce) насељено је мјесто са административним статусом сеоске општине (слч. obec) у округу Римавска Собота, у Банскобистричком крају, Словачка Република.

## Становништво
| Година:    | 1994. | 2004.   | 2014.   | 2024.   |
| ---------- | ----- | ------- | ------- | ------- |
| Број људи: | 508   | 550     | 549     | 568     |
| Разлика:   |       | +8,26 % | -0,18 % | +3,46 % |

| Година:    | 2023. | 2024.   |
| ---------- | ----- | ------- |
| Број људи: | 560   | 568     |
| Разлика:   |       | +1,42 % |

Према подацима о броју становника из 2011. године насеље је имало 547 становника.